# Ажур (візерунок)

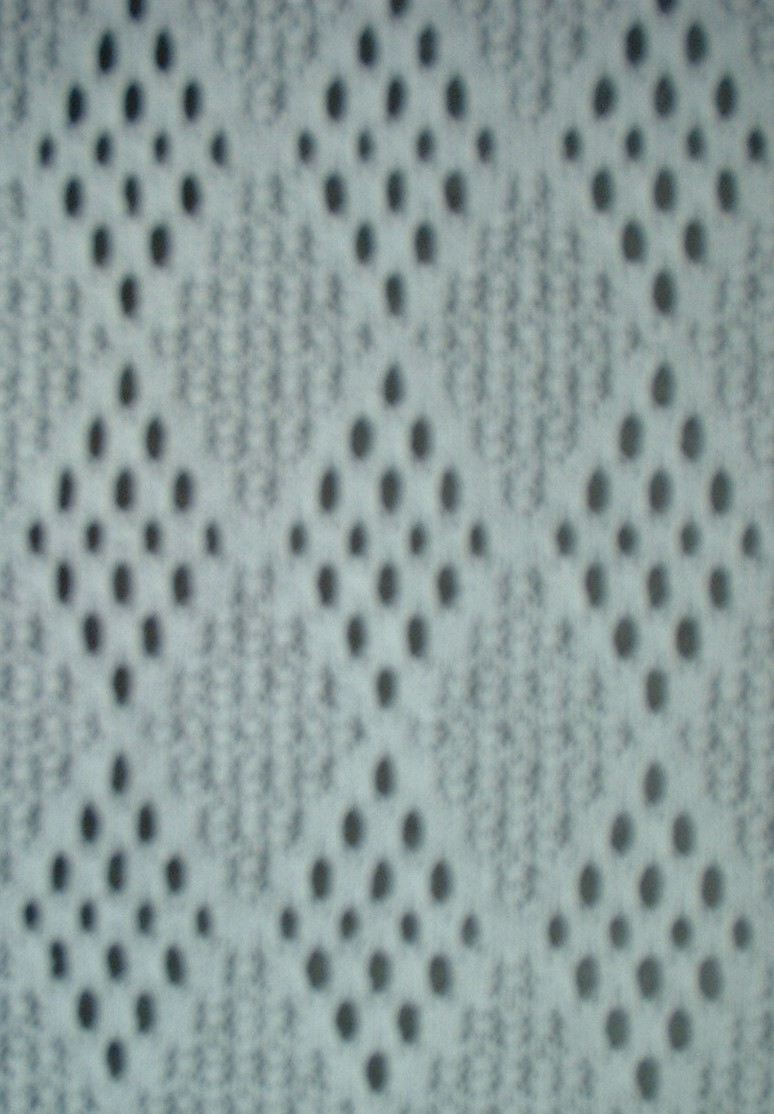

Ажу́р (фр. àjour, від фр. àjourer — робити наскрізним) — техніка створення наскрізного орнаментного візерунку. Застосовується у всіх видах декоративно-прикладного мистецтва і в архітектурі.
На території сучасної України техніка була відома ще в античних державах Північного Причорномор'я, широко застосовувалась у Київській Русі, набула розвитку в українському декоративному мистецтві.
У ткацтві і килимарстві ажур утворюють розсуванням і стягуванням ниток основи і піткання; у гаптуванні, вишивці, витинанках, художній деревообробці — вирізуванням малюнка чи його деталей (для кольорового контрасту інколи застосовують кольорові підкладки з інших матеріалів); у золотарстві і художньому литві — плетінням з тонких металевих ниток або скрученого дроту (філігрань або скань); у кераміці та склі — прорізанням окремих деталей.
В цій техніці виробляють мереживо, сіточки для очіпків (Західна Україна), прикраси, грати, порцеляну; у дерев'яній архітектурі — балясини, наличники тощо.